# Egon Leitner
Egon Leitner (* 15. September 1965 in Lienz, Tirol) ist ein ehemaliger österreichischer Biathlet.

## Leben
Leitner trat für den Verein Union Matrei  an. Er startete bei den Olympischen Spielen 1988 in Calgary und den 1992 in Albertville an.
Bei den Weltmeisterschaften 1989 in Feistritz an der Drau kam er mit Bruno Hofstätter und Anton Lengauer-Stockner im Mannschaftswettkampf auf den siebten Platz. Im Jahr darauf kam er in der Staffel mit Hofstätter, Schuler und Alfred Eder in der Staffel auf den siebten und in der Mannschaft auf den fünften Platz.